# 华北行政委员会
华北行政委员会是1953年至1954年间中华人民共和国中央人民政府在华北地区的代表机关。

## 历史
1952年4月，政务院华北行政委员会成立。同年11月15日，中央人民政府颁布《关于改变大行政区人民政府（军政委员会）机构与任务的决定》，决定设立中央人民政府华北行政委员会，代表中央人民政府对华北地区（北京、天津、河北、山西、内蒙古）各地方政府进行领导与监督。1953年1月14日，中央人民政府批准任命华北行政委员会主席、副主席、委员。
1954年8月7日，根据中央人民政府《关于撤销大区一级机构和合并若干省市建制的决定》，华北行政委员会宣布撤销。

## 领导机构（1953年1月-1954年8月）
- 主席：刘澜涛
- 副主席：刘秀峰、张苏、李烛尘
- 委员：王芸生、王从吾、王葆真、平杰三、白坚、何基沣、吴德、李培之、李顺达、李德全、周叔弢、林铁、殷希彭、乌兰夫、高克林、张友渔、张南生、张承先、张国藩、张磐石、陈养山、傅华亭、舒舍予、杨士杰、杨成武、董其武、裴丽生、刘仙洲、潘长有、邓初民、薄一波、韩哲一、韩纯德、聂荣臻

## 工作机构
注：括号中为任职日期，未具体注明的任职日期均为1953年1月－1954年8月。
秘书长
- 张苏（1953年1月－12月）、白坚（1954年3月－8月）

副秘书长
- 白坚（1953年1月－1954年3月）

办公厅
- 主任：白坚
- 副主任：韩子毅

政治法律委员会
- 主任：张苏
- 副主任：陈养山、董汝安

人民监察委员会
- 主任：王从吾
- 副主任：戴晓东

民政局
- 局长：董汝安
- 副局长：高鹏先（1953年1月－1954年12月）、赵子谦、郭韫、赵化风（1954年3月－8月）

公安局
- 局长：陈养山、关子展（1953年6月－1954年8月）

人事局
- 局长：陈鹏
- 副局长：高鹏先（1953年12月－1954年8月）

民族事务委员会
- 主任委员：平杰三
- 副主任委员：苏克勤

财政经济计划委员会
- 主任：刘秀峰（1953年1月－12月）
- 副主任：李哲人（1953年1月－12月）、韩哲一（1953年1月－）、韩纯德（1953年1月－）

财政经济委员会
- 主任：刘秀峰（1953年11月－1954年8月）
- 副主任：张苏（1953年11月－1954年8月）、平杰三（1953年11月－1954年8月）、王从吾（1954年4月－8月）

财政局
- 局长：韩哲一（1953年1月－12月）、焦国鼐（1953年12月－1954年8月）
- 副局长：焦国鼐（1953年1月－12月）、边裕鲲（1953年10月－1954年8月）、武柯枫（1953年10月－1954年8月）、贾蔚秀（1954年3月－8月）

劳动局
- 局长：康永和
- 副局长：章萍（1954年3月－8月）

农林局
- 局长：李菁玉（1954年3月－8月）
- 副局长：荀昌吾（1953年1月－12月）、陈风桐（1954年3月－8月）、张纪光（1953年3月－1954年8月）

水利局
- 局长：何基沣
- 副局长：徐正、姚广、袁子钧

统计局
- 副局长：贺云标

工业局
- 局长：刘秀峰
- 副局长：杨成（1953年1月－12月）、李亚光（1953年1月－12月）、陆铨、郑秉吾

商业管理局
- 局长：戴冀农
- 副局长：姚会宾

贸易局
- 局长：李哲人

粮食局
- 局长：安法乾（1953年11月－1954年8月）
- 副局长：刘春（1953年10月－1954年8月）、于健（1954年3月－8月）

税务管理局
- 局长：边裕鲲

华北供销总社
- 主任：李哲人（1953年7月－1954年8月）
- 副主任：郭献瑞（1953年7月－1954年5月）、安法乾（1953年1月－5月）、李健文

文化教育委员会
- 主任：张磐石
- 副主任：殷希彭、张承先

文化局
- 局长：赵鼎新

教育局
- 局长：魏震
- 副局长：崔仲远（1952年7月－1953年12月）、刘星华（1954年3月－8月）

卫生局
- 局长：殷希彭
- 副局长：欧阳竞

扫盲工作委员会
- 主任：张磐石
- 副主任：巩廓如（1954年3月－8月）

体育运动委员会
- 主任委员：杨成武
- 副主任委员：魏震、王任山（1954年3月－8月）

最高人民法院华北分院
- 院长：张苏（1952年4月－1954年3月）、何兰阶（1954年3月－8月）
- 副院长：何兰阶（1952年4月－1954年3月）、韩幽桐（1952年4月－1954年8月）